# 土岐恒二
土岐 恒二（とき こうじ、1935年1月2日 - 2014年10月14日）は、日本の英文学者、翻訳家。専門は英国世紀末文学だが、ラテンアメリカ文学の翻訳も行った。

## 略歴
1960年に旧・東京都立大学文学部英文科卒業、篠田一士の指導を受け、1965年同大学院博士課程中退。東京都立大学助教授、教授、1999年定年退官し名誉教授、文化女子大学教授。2006年退職。

## 著書
- 『照応と総合 土岐恒二個人著作集＋シンポジウム』（吉田朋正編、小鳥遊書房） 2020
- 『記憶の宿る場所 エズラ・パウンドと20世紀の詩』（児玉実英と共監修、思潮社） 2005
- 『トマス・ハーディ 詩から小説への橋渡し』（森松健介と共著、音羽書房鶴見書店） 2015

## 翻訳
- 『ルー・サロメ 愛と生涯』（H・F・ペータース、筑摩書房） 1964、新版 1985。ちくま文庫 1990
- 『不死の人』（ホルヘ・ルイス・ボルヘス、白水社） 1968、新版 1985。白水Uブックス 1996
- 「シェリー詩集」（河出書房新社、カラー版世界文学全集 別巻1『世界名詩集』） 1969
- 『アクセルの城 1870年から1930年にいたる文学の研究』（エドマンド・ウィルソン、筑摩叢書） 1972、新版 1985。改訂版・ちくま学芸文庫 2000
- 「キルケー」（フリオ・コルターサル、白水社、『現代ラテン・アメリカ短編選集』） 1972
- 「ディ・ルイス 英文学ハンドブック」（C・ダイメント、研究社出版、シリーズ「作家と作品」） 1972
- 『石蹴り遊び』（コルターサル、集英社、世界の文学29） 1978、集英社文庫（上・下） 1995。水声社 2016
- 「タイピー」、「バートルビー」（ハーマン・メルヴィル、集英社、世界文学全集39） 1979
- 「ドニ・ローセロワ」、「ピカルディのアポロ」（ウォルター・ペイター、集英社、世界文学全集42） 1981。改訳「ペイター全集1」（筑摩書房） 2002
- 『ボマルツォ公の回想』（マヌエル・ムヒカ=ライネス、安藤哲行共訳、集英社、ラテンアメリカの文学） 1984
- 『永遠の歴史』（ボルヘス、筑摩叢書） 1986。ちくま学芸文庫 2001
- 「樹」（M・L・ボンバル、集英社「ギャラリー世界の文学 ラテンアメリカ」） 1990
- 『祈願の御堂』（ラドヤード・キプリング、土岐知子共訳、国書刊行会、バベルの図書館） 1991、新編 2012
- 『夷狄を待ちながら』（J・M・クッツェー、集英社、ギャラリー世界の文学） 1991。集英社文庫 2003
- 『タタール人の反乱 復讐者』（トマス・ド・クインシー、国書刊行会、トマス・ド・クインシー著作集3） 2002
- 『ガストン・ド・ラトゥール』（ウォルター・ペイター、「全集3」筑摩書房） 2008

### ジョゼフ・コンラッド
- 「エイミ・フォスター」（J・コンラッド、集英社、『イギリス短篇24』） 1972
- 「青春」（コンラッド、集英社、世界文学全集61） 1981、のち『中短篇小説集2』（人文書院）に再録
- 「潟」（コンラッド、『中短篇小説集1』（人文書院） 1983
- 『密偵』（ジョセフ・コンラッド、岩波文庫） 1990